# Jonathan Romero
Jonathan Romero est un boxeur colombien né le 14 décembre 1986 à Cali.

## Carrière
Champion de Colombie des poids plumes en 2010, il remporte le titre vacant de champion du monde des super-coqs IBF le 16 février 2013 après sa victoire aux points contre le mexicain Alejandro Lopez mais perd ce titre dès le combat suivant face à Kiko Martinez le 17 août 2013 par arrêt de l'arbitre au 6e round.